# 펄빈 버르버러
펄빈 버르버러(헝가리어: Palvin Barbara, 1993년 10월 8일 ~ )는 바버라 팰빈(영어: Barbara Palvin)으로 잘 알려진 헝가리의 모델이다. 펄빈은 2016년 스포츠 일러스트레이티드 "올해의 루키"에 선정되었다. 2019년부터 2021년까지 빅토리아 시크릿 엔젤스로 활동하였다.

## 성장 과정
펄빈은 1993년 10월 8일, 헝가리 부다페스트에서 태어났다. 형제로는 아니타라는 여자형제가 한 명 있다. 어린 시절 가장 좋아했던 취미로 축구와 노래 부르는 것을 꼽았다.

## 경력

### 모델
펄빈은 13세때 부다페스트 거리에서 캐스팅 되어 2006년 〈스퍼 매거진〉에 첫 등장하였다. 펄빈은 이후 아시아로 이동하여 그녀는 모델 일을 꾸준히 유지해갔다.
그 후 펄빈은 파리, 러시아, 터키, 태국, 싱가포르판 〈로파시엘〉, 포르투갈판 〈보그〉, 이탈리아, 헝가리판 〈마리끌레르〉, 헝가리판 〈글래머〉, 영국, 이탈리아, 한국, 브라질, 아르헨티나, 스웨덴, 세르비아, 헝가리판 〈엘르〉, 〈얼루어〉, 〈하퍼스 바자〉와 〈젤러스 매거진〉의 잡지 표지를 장식했다. 펄빈은 아르마니 익스체인지, H&M, 빅토리아 시크릿과 핀코, 러브캣, 인티미시미, 샤넬, 아장프로보카퇴르, 빈폴, 캘빈 클라인, 디젤, 까르띠에, 펜디, 칼 라거펠트, 필그림, 니나 리치, 폴앤베어, 맘보, 리버아일랜드, 리플레이 진, GAS 진, 어반디케이, 로사 차,
메트로시티, 디우라(Djula), 칼제도니아의 캠페인에 출연했다. 2012년 2월, 그녀는 로레알 파리의 새로운 앰버서더가 되었다.
그녀의 2010년 2월 밀라노 패션 위크에서 프라다 쇼로 런웨이 데뷔하였다. 펄빈은 또한 루이비통, 미우미우, 니나리치, 에마뉘엘 웅가로, 크리스토퍼 케인, 줄리앙 맥도날드, 제러미 스콧, 자일스 디콘, 비비안 웨스트우드, 에트로, 돌체앤가바나의 런웨이 모델로 일했으며, pre-Fall 2011 샤넬 쇼에서 오프닝을 장식했다. 2012년, 그녀는 빅토리아 시크릿 패션쇼에 섰다.
2016년, 펄빈은 2016 스포츠 일러스트레이티드 "올해의 루키" 중 한 명으로 선정되었다. 그녀는 또한 아르마니의 시그니처 향수 "Acqua di Gioia"의 새로운 얼굴이 되었다.  펄빈은 아마존 패션의 얼굴이며, 익스프레스와 카오스 광고 캠페인에 출연했다.
펄빈은 2018년 빅토리아 시크릿 패션쇼에 6년 만에 다시 섰다. 2019년에 그녀는 헝가리인 최초로 빅토리아 시크릿 엔젤스가 되었다.
펄빈은 그녀의 롤 모델이자 좋아하는 모델로 케이트 모스와 나탈리야 보댜노바를 꼽고 있다.

### 연기
펄빈은 2014년 영화 《허큘리스》에서 안티마케 역할로 출연하면서 배우 데뷔를 했다.

## 미디어
2016년 기준, 펄빈은 models.com의 Money Girls 목록에서 14위를 차지했으며, 포브스에서는 세계에서 가장 많은 수익을 거둔 모델 중 하나로 17위로 선정되었다. 그해 말, 그녀는 2016년 잡지 〈맥심〉의 "Maxim" Hot 100에서 4위를 차지했다.
소셜 미디어 사이트 텀블러의 2017년 가장 인기있는 모델 목록 조사에서 두 번째로 인기있는 모델이라고 보도했다.

## 사생활
펄빈은 미국 배우 딜런 스프라우스와 연인 관계로 2018년 여름부터 데이트를 시작했다. 펄빈과 스프라우스는 뉴욕 브루클린에서 동거하고 있다.

## 출연 작품

### 영화
| 연도 | 제목              | 역할     | 비고 |
| ---- | ----------------- | -------- | ---- |
| 2014 | 허큘리스 Hercules | 안티마케 |      |